# 安德烈·亞歷山德羅維奇·梅德韋傑夫
安德烈·亞歷山德羅維奇·梅德韋傑夫（羅馬化：Andrey Aleksandrovich Medvedev；1996年8月16日—），是前俄羅斯私人軍事服務公司瓦格納集團僱傭兵指揮官。梅德韋傑夫是為第一個成功叛逃瓦格納到俄羅斯國外並尋求庇護的人，他於2023年1月13日在挪威尋求庇護，隨後於同月被捕。

## 生平
梅德韋傑夫在西伯利亞托木斯克州托木斯克長大，有一段時間在孤兒院度過。18歲時，他服了一年兵役，並於2014年被部署到頓巴斯。

## 事蹟
梅德韋傑夫告訴《CNN》，他於2022年7月6日同意簽訂為期4個月的合同，之後擔任瓦格納集團的指揮官。他參與了2022年俄羅斯入侵烏克蘭的戰鬥，聲稱「在巴赫穆特作戰，指揮第7突擊支隊第4排第1班」，由於他不滿瓦格納未經他同意下多次延長合同，他於2022年7月尾時候叛逃瓦格納。
在從事僱傭兵之前，梅德韋傑夫因搶劫入獄四年多。他於2022年11月準備逃離俄羅斯。

### 叛逃和被捕
2023年1月13日凌晨2點左右，梅德韋傑夫越過挪威與俄羅斯邊境的帕斯維克達倫附近，成為第一個已知叛逃的瓦格納集團成員。抵達挪威後，梅德韋傑夫公開分享瓦格納對逃兵的處決以及恐怖行為。梅德韋傑夫表示，他擔心自己就像瓦格納叛逃者葉夫根尼·努任那樣被大錘謀殺。他報告稱，在抵達挪威之前曾兩次試圖在芬蘭尋求庇護。瓦格納集團發表聲明，聲稱梅德韋傑夫曾虐待囚犯。瓦格納集團首腦葉夫根尼·普里戈任表示梅德韋傑夫是瓦格納集團派往為挪威「尼德霍格」營工作，「因為他擁有挪威公民身份」，並表示「小心點，他很危險」，稱瓦格納私人軍事委員會已準備好他的詳細材料，以轉移給俄羅斯執法機構。根據《BBC》報導，並不存在普里戈任口中的「尼德霍格」營單位，而梅德韋傑夫的律師也否認這一說法。
梅德韋傑夫的叛逃得到了俄羅斯人權組織Gulagu.net的支緩。
兩週後，梅德韋傑夫根據《挪威移民法》被捕，並被拘留在奧斯陸 ，之後被釋放。奧斯陸的烏克蘭僑民抗議梅德韋傑夫在挪威行動自由，並呼籲起訴他。據《紐約時報》報導，烏克蘭總檢察長辦公室向挪威當局尋求幫助，以調查梅德韋傑夫，而梅德韋傑夫拒絕與烏克蘭調查員見面。
2023年4月，梅德韋傑夫因參與奧斯陸酒吧鬥毆事件和攜帶氣槍而被起訴。2023年5月18日，梅德韋傑夫表示自己做出了回國的決定，聲稱自己沒有受到任何壓力，表示「我希望我能在這裡找到和平與安寧，希望我能拋開所有的政治、戰爭、軍隊，但不知何故我失敗了。」梅德韋傑夫總結道：「讓我看看俄羅斯會發生什麼。如果他們殺了我也好。如果他們不這樣做，非常感謝。如果我能活下來，那就更加感謝了。」他向俄羅斯駐奧斯陸大使館求助，同時，使館強調「這是他自己提議的」。
2023年9月23日，梅德韋傑夫再次試圖越過挪威—俄羅斯邊境逃回俄羅斯，被挪威當局逮捕。《巴倫支觀察家報》報導指，梅德韋傑夫會見了該報記者，並要求搭車前往邊境。記者稱梅德韋傑夫相信自己很快就會被引渡到烏克蘭，所以認為返回俄羅斯將是一個更安全的選擇。